# Arwen Hollweg
Arwen Hollweg (* 2. Juli 2010 in Wien) ist eine deutsche Kinderdarstellerin, Model und Influencerin.

## Leben
Arwen Hollweg hat sechs Geschwister. Mit ihrer Schwester führt sie den YouTube-Kanal Ilias Welt. Ihr Schauspieldebüt gab sie 2018 in einer Folge in Meiberger – Im Kopf des Täters. 2019 hatte sie einen Auftritt in der Helene Fischer Show. Anschließend war sie in dem Film Dennstein & Schwarz – Schuldenfalle zu sehen. Im selben Jahr bekam sie eine Rolle in Im Schatten der Angst. Außerdem setzte sie ihre Karriere in Tatort: Krank fort. Unter anderem spielte sie in einer Episode in SOKO Kitzbühel mit. 2022 wurde Hollweg für den Film Geschichten vom Franz gecastet.
Sie tanzt Ballett und spielt Harfe.
Sie ist die Tochter vom Regisseur Titus Hollweg.

## Filmografie
- 2018: Meiberger – Im Kopf des Täters (Fernsehserie, 1 Folge)
- 2019: Dennstein & Schwarz – Schuldenfalle
- 2019: Im Schatten der Angst
- 2020: SOKO Kitzbühel (Fernsehserie, 1 Folge)
- 2020: Tatort: Krank
- 2022: Geschichten vom Franz